# Janos Joanu
Janos Joanu (gr. Γιάννος Ιωάννου, Giánnos Ioánnou; ur. 25 stycznia 1966 w Nikozji) – cypryjski piłkarz występujący na pozycji napastnika, reprezentant Cypru w latach 1986–1999, trener i działacz piłkarski.

## Kariera klubowa
Wychowanek amatorskiego klubu ENAD Ajos Dometios, mającego siedzibę w zachodniej dzielnicy Nikozji Ajos Dometios. W 1979 roku rozpoczął w tym zespole występy w III lidze. W połowie 1981 roku za kwotę 600 funtów cypryjskich przeniósł się do APOEL FC, gdzie występował przez cały okres trwania kariery na poziomie seniorskim. Po 5 miesiącach spędzonych w drużynie młodzieżowej został w styczniu 1982 roku włączony do składu pierwszego zespołu. 25 stycznia zadebiutował w Protathlima A’ Kategorias w meczu przeciwko Olympiakosowi Nikozja. W sezonie 1982/83 rozpoczął regularne występy.
W barwach APOEL FC zdobył w sezonach 1985/86, 1989/90, 1991/92 i 1995/96 mistrzostwo kraju, sześciokrotnie wywalczył Puchar oraz sześciokrotnie Superpuchar Cypru. W sezonie 1985/86 z 22 trafieniami zdobył tytuł króla strzelców ligi cypryjskiej. Łącznie w Protathlima A’ Kategorias rozegrał 371 spotkań i zdobył 191 bramek. We wszystkich rozgrywkach zaliczył dla APOEL FC 504 mecze i strzelił 264 gole. Do lutego 2019 roku był rekordzistą klubu pod względem ilości oficjalnych występów, kiedy to został wyprzedzony przez Nuno Moraisa. Uznawany jest za najlepszego napastnika i jednego z najbardziej zasłużonych piłkarzy w historii APOEL.

## Kariera reprezentacyjna
3 grudnia 1986 zadebiutował w reprezentacji Cypru w przegranym 2:4 meczu przeciwko Grecji w eliminacjach Mistrzostw Europy 1988. W listopadzie 1988 roku zdobył pierwszą bramkę dla drużyny narodowej w towarzyskim meczu z Maltą (1:1). Ogółem w latach 1986–1999 rozegrał w reprezentacji 43 spotkania i zdobył 6 goli.

### Bramki w reprezentacji
| LP | Data                | Miejsce                                       | Przeciwnik  | Bramka | Rezultat | Ranga meczu                       |
| -- | ------------------- | --------------------------------------------- | ----------- | ------ | -------- | --------------------------------- |
| 1. | 23 listopada 1988   | Ta' Qali Stadium, Ta’ Qali                    | Malta       | 1:1    | 1:1      | Mecz towarzyski                   |
| 2. | 8 lutego 1989       | Stadion Tsirio, Limassol                      | Szkocja     | 2:1    | 2:3      | Eliminacje Mistrzostw Świata 1990 |
| 3. | 25 kwietnia 1993    | Stadion Tsirio, Limassol                      | Wyspy Owcze | 3:0    | 3:1      | Eliminacje Mistrzostw Świata 1994 |
| 4. | 8 października 1996 | Stadion Międzynarodowy Szeich Chalifa, Al-Ajn | Kuwejt      | 1:0    | 1:0      | Mecz towarzyski                   |
| 5. | 7 września 1997     | Stade Josy Barthel, Luksemburg                | Luksemburg  | 2:1    | 3:1      | Eliminacje Mistrzostw Świata 1998 |
| 6. | 7 września 1997     | Stade Josy Barthel, Luksemburg                | Luksemburg  | 3:1    | 3:1      | Eliminacje Mistrzostw Świata 1998 |

## Kariera trenerska
W latach 2000–2005 oraz 2008-2009 pracował jako asystent trenera w APOEL FC. W 2013 roku, po odejściu Paulo Sérgio, pełnił tymczasowo funkcję pierwszego szkoleniowca.

## Działacz sportowy
W latach 2004-2007 sprawował funkcję prezydenta klubu.

## Sukcesy

### Zespołowe
APOEL FC
- mistrzostwo Cypru: 1985/86, 1989/90, 1991/92, 1995/96
- Puchar Cypru: 1983/84, 1992/93, 1994/95, 1995/96, 1996/97, 1998/99
- Superpuchar Cypru: 1984, 1986, 1992, 1993, 1996, 1997

### Indywidualne
- król strzelców Protathlima A’ Kategorias: 1985/86 (22 gole)
- piłkarz sezonu w Protathlima A’ Kategorias: 1995/96[13]